# (3375) Amy
Amy és l'asteroide número 3375. Va ser descobert per l'astrònom C. Shoemaker des de l'observatori de Monte Palomar (Estats Units), el 5 de maig de 1981. La seva designació alternativa és 1981 JY1.